# 小行星4272
小行星4272（4272 Entsuji）是一颗绕太阳运转的小行星，为主小行星带小行星。该小行星于1977年3月12日发现。

## 轨道参数
小行星4272的轨道半长轴为2.3689316 UA，离心率为0.25。